# Kheri (stad)
Kheri is een nagar panchayat (plaats) in het district Lakhimpur Kheri van de Indiase staat Uttar Pradesh. 

## Demografie
Volgens de Indiase volkstelling van 2001 wonen er 25.017 mensen in Kheri, waarvan 52% mannelijk en 48% vrouwelijk is. De plaats heeft een alfabetiseringsgraad van 43%. 